# Gubin (gmina)
Pour les articles homonymes, voir Gubin.
Gubin est une gmina rurale (gmina wiejska) de la powiat de Krosno Odrzańskie, dans la Voïvodie de Lubusz, dans l'ouest de la Pologne, à la frontière avec l'Allemagne.
Son siège administratif (chef-lieu) est la ville de Gubin, bien qu'elle ne fasse pas partie du territoire de la gmina.
La gmina couvre une superficie de 379,73 kilomètres carrés pour une population de 7 249 habitants en 2006.

## Histoire
De 1975 à 1998, la gmina est attachée administrativement à la voïvodie de Zielona Góra.

Depuis 1999, elle fait partie de la voïvodie de Lubusz.

## Géographie
La gmina inclut les villages et localités de :

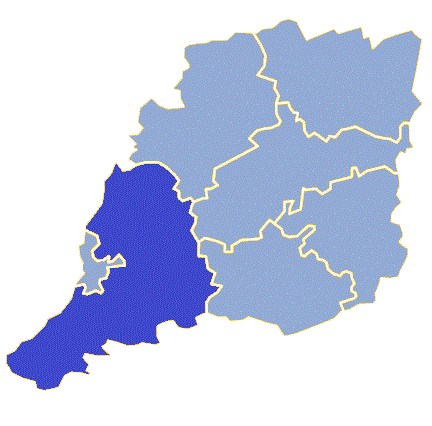
Plan de la gmina

- Bieżyce
- Brzozów
- Budoradz
- Chęciny
- Chlebowo
- Chociejów
- Czarnowice
- Dobre
- Dobrzyń
- Drzeńsk Mały
- Drzeńsk Wielki
- Dzikowo
- Gębice
- Grabice
- Grochów
- Gubinek
- Jaromirowice
- Jazów
- Kaniów
- Komorów
- Koperno
- Kosarzyn
- Kozów
- Kujawa
- Łazy
- Łomy
- Luboszyce
- Markosice
- Mielno
- Nowa Wioska
- Pleśno
- Polanowice
- Pole
- Późna
- Przyborowice
- Sadzarzewice
- Sękowice
- Sieńsk
- Stargard Gubiński
- Starosiedle
- Strzegów
- Wałowice
- Węgliny
- Wielotów
- Witaszkowo
- Zawada
- Żenichów
- Żytowań

### Gminy voisines
La gmina de Gubin est voisine de:

la ville de:
- Gubin

et les gminy de :
- Bobrowice
- Brody
- Cybinka
- Krosno Odrzańskie
- Lubsko
- Maszewo.

Elle est également frontalière de l'Allemagne.

## Structure du terrain
D'après les données de 2002, la superficie de la commune de Gubin est de 379,73 kilomètres carrés, répartis comme telle :
- terres agricoles : 32 %
- forêts : 57 %

La commune représente 27,32 % de la superficie du powiat.

## Démographie
Données au 30 juin 2004 :
| Description        | Total  | Total | Femmes | Femmes | Hommes | Hommes |
| ------------------ | ------ | ----- | ------ | ------ | ------ | ------ |
| Unité              | Nombre | %     | Nombre | %      | Nombre | %      |
| Population         | 7 272  | 100   | 3 625  | 49,8   | 3 647  | 50,2   |
| Densité (hab./km²) | 19,2   | 19,2  | 9,5    | 9,5    | 9,6    | 9,6    |